# 모닝쇼
《모닝쇼》(モーニングショー, Morning Show)는 일본의 TV아사히(ANN 가맹국)을 통해 가장 오래된 아침 와이드 쇼이다.

## 방송 개요

### 제1기
일본의 와이드쇼 첫 프로그램으로, 미국 NBC에서 1952년부터 아침 시간대에 방송된 정보·뉴스 프로그램인 《TODAY》를 참고해 제작되었기 때문에, 일본 국내 TV 방송국이 제작한 뉴스 쇼 가운데 처음으로 성공을 거둔 사례이기도 하다.
방송 시간은 매주 월요일부터 금요일까지 오전 8시 30분부터 9시 30분까지(일본 표준시, 이하 동일)였으며, 1992년까지는 연말연시에도 쉬지 않고 정규 방송을 이어갔다.
텔레비전 초기 시절, 민방 TV 방송국이 1~2개밖에 없었던 지역이나 일부 크로스넷 방송국, 그리고 TV 아사히 계열 방송국이 없는 지역에서도 이 프로그램은 방송되었으며, 그 때문에 프로그램 오프닝에서는 제목이 표시된 후, TV 아사히(1977년 3월까지는 NET)를 맨 앞에 두고 각 지역의 네트워크 방송국 약칭이 자막으로 나오는 연출이 있었다.
또한, TV 아사히 계열의 새로운 방송국에 이 프로그램의 방영권이 이관된 이후에도, 새로운 방송국의 수신 환경이 제대로 갖춰지지 않은 등의 이유로 하나의 지역에서 두 방송국이 동시에 방송하는 경우도 있다.
초창기에는 흑백 방송이었지만, 1970년 3월 23일부터 컬러 방송으로 전환되었다.
음성은 모노럴 방송이었지만, 예외적으로 1979년 8월 8일과 1980년 같은 날에는 오사카의 아사히 방송에서 한신 고시엔 구장에서 열리는 ‘전국 고등학교 야구 선수권 대회’ 개회식을 프로그램 내에서 생중계했기 때문에 스테레오 방송이 이루어졌다.
참고로, 1979년 그날은 당시 전신전화공사(현 NTT)가 도쿄–나고야–오사카 및 호쿠리쿠(가나자와) 지역을 경유하는 텔레비전 중계 회선을 스테레오로 전환하는 공사를 완료함에 따라, TV 아사히에서 아사히 방송으로부터의 첫 스테레오 생중계가 실현되었다.

### 제2기
2015년 9월 28일부터 제2기가 프리 아나운서 하토리 신이치의 이름을 내건 프로그램인 『하토리 신이치 모닝쇼』로 부활하였다. 방송 시간은 매주 월요일부터 금요일까지 오전 8시부터 9시 55분까지이며, 제1기에 비해 방송 길이가 55분 더 길어졌다.

## 방송 일정
1기
- 1964년 4월 1일부터 1993년 4월 2일까지 / 매주 월요일 ~ 금요일 아침 8시 30분 ~ 9시 30분

2기
- 2015년 9월 28일부터 현재 / 매주 월요일 ~ 금요일 아침 8시 ~ 9시 50분

## 가맹국
- TV 아사히를 제작하는 ANN 25개사 통해 시청할 수 있다. (TV 미야자키 제외)

## 메인 진행자

### 1기
- 기지마 노리오 (1964년 4월 1일 ~ 1968년 3월 29일)
- 하세가와 하지메 (1968년 4월 1일 ~ 1969년 3월 31일)
- 나라 가즈 (1969년 4월 1일 ~ 1976년 7월 15일)
- 타케나카 요오이치 (1976년 7월 18일 ~ 1977년 3월 11일)
- 미조구 치야스오 (1977년 5월 2일 ~ 1983년 3월 31일)
- 에모리 하루히로 (1983년 4월 2일 ~ 1986년 9월 30일)
- 타마루 미스즈 (1986년 10월 1일 ~ 1987년 10월 2일)
- 다케미 게이조 (1987년 10월 5일 ~ 1988년 10월 7일)
- 우치다 타다오 (1988년 10월 10일 ~ 1991년 3월 29일)
- 와타나베 노리츠구 (1991년 4월 1일 ~ 1993년 4월 2일)

### 2기
- 하토리 신이치 (羽鳥慎一, 2015년 9월 28일 ~ 현재)

## 테마곡
- 2015년 9월 28일 ~ 2021년 3월 26일: 하카세 타로 "Morning Show"
- 2021년 3월 29일 ~ 현재: 미레이 "Wake Me Up"

## 같이 보기
- 아사이치 (NHK 계열)
- Day Day (닛폰TV 계열)
- LOVE IT! (TBS 계열)
- 메자마시 8 (후지TV 계열)